# John B. Floyd
John Buchanan Floyd (1. juni 1806 – 26. august 1863) var en politiker fra Virginia. I en periode var han USA’s krigsminister og senere general i Sydstaternes hær under den amerikanske borgerkrig, hvor han blev besejret i det vigtige slag om Fort Donelson.

## Tidlige år
Floyd blev født på "Smithfield"-godset i Blackburg, Virginia. Han var søn af John Floyd, som var medlem af Repræsentanternes Hus fra 1817-1829 og guvernør i Virginia fra 1830-1834.
Efter at have fået sin eksamen fra South Carolina College i 1826 drev Floyd en sagførerpraksis i sin hjemstat og senere i Helena i Arkansas. I 1839 vendte han tilbage til Virginia og bosatte sig i Washington County, som han repræsenterede i Virginias lovgivende forsamling i 1847-49 og igen i 1853. Fra 1849-1852 var han guvernør i Virginia. Som guvernør anbefalede han den lovgivende forsamling at lægge told på varer fra stater, som ikke ville tilbagelevere bortløbne slaver til deres ejere i Virginia.

## Krigsminister
I marts 1857 blev Floyd krigsminister i De Forenede Stater i præsident James Buchanans kabinet. Hans manglende administrative evner blev snart tydelige. I december 1860 bad præsidenten ham om at træde tilbage, efter at have fundet ud af at Floyd havde udbetalt store beløb i forskud til statslige leverandører.
Nogle dage senere blev Floyd anklaget for at have begået underslæb med offentlige midler, men det blev senere frafaldet af tekniske grunde. Der er ingen beviser for, at han selv tjente på disse transaktioner, og rent faktisk var han i finansiel forlegenhed, da han trådte tilbage.
Selv om han havde været modstander af løsrivelse inden valget af Abraham Lincoln, var hans adfærd efter valget mistænkelig, og især efter sit brud med Buchanon. I pressen blev han beskyldt for at have sendt store lagre af våben til arsenaler i Sydstaterne i forventning om den tilstundende borgerkrig.
Efter hans tilbagetrækning undersøgte en kommission i Kongressen i sommeren og efteråret 1861 hans embedsførelse. Alle hans ordrer om forsendelse af våben fra 1859 og 1860 blev gennemgået. Det fremgik, at efter John Browns raid på Harpers Ferry forstærkede han arsenalerne i syden med over 115.000 musketter og rifler i slutningen af 1859. Han beordrede også tungt skyts leveret til Unionens fort i Galveston havn i Texas og til det nye fort på Ship Island ud for Mississippis kyst.
I de sidste dage af hans embedsperiode havde han øjensynlig planer om at afsende disse tunge kanoner, men hans ordrer blev tilbagekaldt af præsidenten. I året 1860 fik de sydlige stater rent faktisk mindre end deres fulde andel af våben og tunge kanoner, hvis man skulle fortsætte udbygningen af Unionens forter i normalt tempo.
Hans tilbagetræden som krigsminister den 29. december blev fremskyndet af, at Buchanon nægtede at beordre major Robert Anderson til at opgive Fort Sumter, hvilket senere ledte til krigens udbrud. Den 27. januar blev han ved en domstol i Washington tiltalt for sammensværgelse og bedrageri. Floyd mødte op i kriminalretten i Washington D.C. den 7. marts for at besvare anklagerne mod sig. Ifølge bladet Harper's Weekly blev anklagen afvist:
| „ | Anklagen mod Floyd afvist. Anklagen mod tidligere krigsminist,er Floyd er blevet afvist af retten i Washington med begrundelsen – for det første, at der ikke var noget bevis på, at han havde begået bedrageri og for det andet at anklagen om embedsmisbrug i sagen om indianske obligationer var udelukket fra at blive prøvet i en retssag som følge af loven af 1857, som forbyder retsforfølgning, når en involveret part har afgivet vidnesbyrd til en kongreskomite om den pågældende sag. | “ |
|   | — Harper's Weekly, 30. marts 1861 |   |

## Borgerkrigen
Efter at Virginia var trådt ud af Unionen, blev Floyd udnævnt til generalmajor i Virginias provisoriske hær, og den 23. maj 1861 blev han udnævnt til brigadegeneral i Sydstaternes hær. Han deltog først i nogle fejlslagne operationer i Kanawha County i det vestlige Virginia under Robert E. Lee, hvor han blev såret i armen i slaget ved Carnifex Ferry den 10. september. I januar 1862 blev han sendt vestpå til general Albert Sidney Johnston, som gav ham kommandoen over Fort Donelson.
Fort Donelsen beskyttede Cumberland floden, som havde stor strategisk betydning. Her lå bl.a. industribyen Nashville i Tennessee og fortet var med til at sikre Sydstaternes kontrol med det mellemste Tennessee. Det lå i nærheden af Fort Henry, som beskyttede adgangen ad Tennesseefloden i nærheden. Fort Henry blev erobret af unionshæren under brigadegeneral Ulysses S. Grant og kanonbåde fra flåden den 6. februar 1862. Floyd var ikke den rigtige til at forsvare en så vigtig stilling. Han havde politisk indflydelse, men stort set ingen militær erfaring. General Johnston havde andre mere erfarne og ældre generaler (P.G.T. Beauregard og William J. Hardee) til rådighed, og begik en alvorlig fejl ved at vælge Floyd. Floyd havde ikke ret meget indflydelse på de militære operationer under Slaget om Fort Donelson, som han overlod til sine mere erfarne underordnede brigadegeneralerne Gideon J. Pillow og Simon B. Buckner. Da unionsstyrkerne havde omringet fortet og byen Dover, iværksatte sydstatshæren den 15. februar et angreb for at åbne en flugtrute. Selv om de havde succes i begyndelsen, resulterede general Pillows manglende beslutsomhed i, at sydstatshæren blev trængt tilbage igen.
På et krigsråd tidligt den 16. februar besluttede generalerne at overgive hæren. Floyd, som var bange for at blive arresteret for landsforræderi, hvis han blev taget til fange, overgav kommandoen til Pillow, som straks efter gav den videre til Buckner. Pillow undslap i en lille båd til den anden side af Cumberland floden, mens Floyd den næste morgen undslap med dampskib sammen med to regimenter af soldater fra Virginia, kort før Buckner overgav sig til Grant, hvilket var en af de store strategiske nederlag i krigen.
Floyd blev frataget sin kommando af Amerikas Konfødererede Staters præsident, Jefferson Davis, uden en forudgående krigsret. Han genoptog sin post som generalmajor i Virginias milits, men hans helbred svigtede hurtigt, og han døde et år senere i Abingdon, Virginia, hvor han ligger begravet på Sinking Spring kirkegården.